# Hai Xia Hao
Die Hai Xia Hao ist ein Hochgeschwindigkeits-Motorkatamaran (High Speed Craft) und eine Passagier- und Auto-Fähre, die unter der Baunummer 59 von der tasmanischen Firma Incat gebaut wurde.
Das Schiff wurde 2002 von Bay Ferries Limited unter dem Namen The Cat auf der Route Yarmouth (Nova Scotia) nach Bar Harbor in Maine in Dienst gestellt und verkehrte dort in der Saison von Mai bis Oktober bis 2009, als die Regierung von Maine ihre Subventionen einstellte. Es ersetzte damals eine ebenfalls bei Incat gebaute Fähre (Baunummer 046), die ebenfalls The Cat hieß und seit 1997 in Betrieb war. Sie verkehrte auf der Strecke in weniger als drei Stunden (rund sechs Stunden zwischen Yarmouth und Portland), etwa die Hälfte der Zeit, die eine normale Fähre benötigte. An Bord war auch ein Casino mit Spielautomaten, geöffnet während der Fahrt in internationalen Gewässern. Außerhalb der Saison war die Fähre zwischen den Bahamas und Florida beziehungsweise in Trinidad und Tobago eingesetzt.
2011 wurde das Schiff von Fujian Cross Strait Ferry erworben und verkehrt zwischen Taichung und Pingtan Island.
Die Tragfähigkeit des überwiegend aus Aluminium gebauten Schiffs beträgt 721 Tonnen. Angetrieben wird es über vier Wasserstrahltriebwerke, die individuell für die Lenkung verstellbar sind. Die Höchstgeschwindigkeit bei maximaler Ladung beträgt 38 Knoten.
Bei Incat wurden noch vier weitere Schwesterschiffe der 98-m-Klasse gebaut (Normandie Express, T&T Spirit, Milenium Dos, HSV-2 Swift, Milenium Tres).